# Sajedabad
Sajedabad (paschtunisch سیدآباد, persisch سیدآباد) ist ein Distrikt in der afghanischen Provinz Wardak. Die Fläche beträgt 1.130 Quadratkilometer und die Einwohnerzahl 135.880 (Stand: 2022).
Der Bezirk ist für sein angenehmes Klima, seine Plantagen und die hügelige Geländestruktur bekannt. Bis zu einer deutlichen Zunahme der Gewalt zwischen ISAF und Taliban in den späten 2000er Jahren galt er als beliebtes Entspannungsgebiet für die Einwohner Kabuls.

## Geschichte
Seit 2009 nimmt der Bezirk an dem Afghan-Public-Protection-Force-Programm teil.
Am 17. November 2009 stürmten Soldaten der ISAF und der Afghanischen Nationalarmee eine Anlage in Sajedabad. Dabei töteten sie fünf Menschen.
Am 6. August 2011 kamen nach Angaben der ISAF bei dem Abschuss eines Transporthubschraubers vom Typ CH-47F Chinook im Distrikt Sajedabad 30 US-Soldaten (darunter 22 der Navy SEALs), sieben afghanische Soldaten und ein Dolmetscher ums Leben. Die Taliban bekannten sich zu dem Angriff.
Bei einem Anschlag nahe einer Militärbasis der NATO am 1. September 2012 starben mindestens zwölf Personen, darunter acht Zivilisten. Zuerst sprengte sich ein Selbstmordattentäter in die Luft und anschließend explodierte ein abgestellter Lastwagen. Die Taliban bekannten sich zu dem Anschlag.

## Dörfer
- Salar
- Hasankhel
- Aka Khel
- Maidan
- Kola Khaish
- Aryab Kalan[7]